# Difroehlichia elenae
Difroehlichia elenae ist eine Art der Landplanarien, die in Südamerika beheimatet ist. Die Art ist der einzige Vertreter der Gattung Difroehlichia, sie wurde in einer eisenhaltigen Höhle im brasilianischen Bundesstaat Minas Gerais gefunden.

## Merkmale
Difroehlichia elenae ist eine kleine, schlanke Landplanarie. Das einzige bekannte Individuum hat eine Länge von 13,5 Millimetern und eine Breite von 1,5 Millimetern. Die Gattung bzw. Art unterscheidet sich hinsichtlich einer kaum entwickelten subkutanen Muskulatur von anderen Arten der Unterfamilie Geoplaninae, bei denen diese Muskulatur besser entwickelt ist. Sie hat eine schmale Kriechsohle.
Ein auffälliges Merkmal ist ein sekundäres, männliches Fortpflanzungsorgan, das nicht vollständig entwickelt ist. Da nur ein einziges Individuum gefunden wurde, müssen weitere Funde Klarheit bringen, ob es sich hier um ein Merkmal handelt oder dies nur bei diesem Individuum vorlag.

## Etymologie
Der Gattungsname Difroehlicha ehrt das Ehepaar Claudio Gilberto Froehlich und Eudóxia Maria Froehlich, die Landplanarien erforschten und hierbei wichtige Erkenntnisse lieferten.
Das Artepitheton ehrt Elena Diehl, deren Forschungsgebiet Ameisen und Termiten im südlichen Brasilien waren.